# Asymmetrione sallyae
Asymmetrione sallyae is een pissebed uit de familie Bopyridae. De wetenschappelijke naam van de soort is voor het eerst geldig gepubliceerd in 2005 door Williams & Schuerlein.